# Ernst Laraque
Ernst Laraque (16 de noviembre de 1970) es un deportista haitiano que compitió en judo.
Ganó una medalla en los Juegos Panamericanos de 2003 y cuatro medallas en el Campeonato Panamericano de Judo entre los años 1992 y 2001.

## Palmarés internacional
| Juegos Panamericanos    | Juegos Panamericanos            | Juegos Panamericanos | Juegos Panamericanos |
| Año                     | Lugar                           | Medalla              | Categoría            |
| ----------------------- | ------------------------------- | -------------------- | -------------------- |
| 2003                    | Santo Domingo (Rep. Dominicana) | Medalla de bronce    | –73 kg               |
| Campeonato Panamericano |                                 |                      |                      |
| Año                     | Lugar                           | Medalla              | Categoría            |
| 1992                    | Hamilton (Canadá)               | Medalla de plata     | –71 kg               |
| 1997                    | Guadalajara (México)            | Medalla de bronce    | –71 kg               |
| 1999                    | Montevideo (Uruguay)            | Medalla de plata     | –73 kg               |
| 2001                    | Córdoba (Argentina)             | Medalla de bronce    | –73 kg               |